# Sleepy Eye
Sleepy Eye är en stad i Brown County i Minnesota i norra USA. Sleepy Eye är uppkallat efter Sleepy Eye Lake, som i sin tur är uppkallad efter indianhövdingen Sleepy Eyes (1780–1859).
Sleepy Eye förekommer i TV-serien Lilla huset på prärien; Charles Ingalls gör emellanåt leveranser från Walnut Grove till Sleepy Eye. I Sleepy Eye förestår Mary Ingalls blindskolan tillsammans med sin fiktive make Adam Kendall.